# فهرست رئیس‌جمهورهای ترکیه
این مقاله شامل فهرست کاملی از افرادی است که منصب رئیس‌جمهور ترکیه را بر عهده داشتند. از زمان آغاز دوره جمهوری در سال ۱۹۲۳، پس از جنگ استقلال ترکیه، دوازده رئیس‌جمهور در قدرت بوده‌اند.

## فهرست رئیس‌جمهورها
| شماره | تصویر            | نام (طول عمر)                 | مدت خدمت مدت زمان بر اساس سال و روز | مدت خدمت مدت زمان بر اساس سال و روز | مدت خدمت مدت زمان بر اساس سال و روز | حزب سیاسی         | حزب سیاسی          | مسئولیت قبلی                            |
| ----- | ---------------- | ----------------------------- | ----------------------------------- | ----------------------------------- | ----------------------------------- | ----------------- | ------------------ | --------------------------------------- |
| ۱     |                  | مصطفی کمال آتاترک (۱۸۸۱–۱۹۳۸) | ۲۹ اکتبر ۱۹۲۳                       | ۱۰ نوامبر ۱۹۳۸                      | ۱۹۲۳                                |                   | حزب جمهوری‌خواه خلق | نخستین رئیس مجلس ملی کبیر ترکیه         |
| ۱     | ۱۹۲۷             | مصطفی کمال آتاترک (۱۸۸۱–۱۹۳۸) | ۲۹ اکتبر ۱۹۲۳                       | ۱۰ نوامبر ۱۹۳۸                      |                                     |                   | حزب جمهوری‌خواه خلق | نخستین رئیس مجلس ملی کبیر ترکیه         |
| ۱     | ۱۹۳۷             | مصطفی کمال آتاترک (۱۸۸۱–۱۹۳۸) | ۲۹ اکتبر ۱۹۲۳                       | ۱۰ نوامبر ۱۹۳۸                      |                                     |                   | حزب جمهوری‌خواه خلق | نخستین رئیس مجلس ملی کبیر ترکیه         |
| ۱     | ۱۹۳۵             | مصطفی کمال آتاترک (۱۸۸۱–۱۹۳۸) | ۲۹ اکتبر ۱۹۲۳                       | ۱۰ نوامبر ۱۹۳۸                      |                                     |                   | حزب جمهوری‌خواه خلق | نخستین رئیس مجلس ملی کبیر ترکیه         |
| ۱     | ۱۵ سال و ۱۳ روز  | مصطفی کمال آتاترک (۱۸۸۱–۱۹۳۸) |                                     |                                     |                                     |                   | حزب جمهوری‌خواه خلق | نخستین رئیس مجلس ملی کبیر ترکیه         |
| ۲     |                  | عصمت اینونو (۱۸۸۴–۱۹۷۳)       | ۱۰ نوامبر ۱۹۳۸                      | ۲۷ مه ۱۹۵۰                          | ۱۹۳۸                                |                   | حزب جمهوری‌خواه خلق | نخستین نخست‌وزیر ترکیه                   |
| ۲     | ۱۹۳۹             | عصمت اینونو (۱۸۸۴–۱۹۷۳)       | ۱۰ نوامبر ۱۹۳۸                      | ۲۷ مه ۱۹۵۰                          |                                     |                   | حزب جمهوری‌خواه خلق | نخستین نخست‌وزیر ترکیه                   |
| ۲     | ۱۹۴۳             | عصمت اینونو (۱۸۸۴–۱۹۷۳)       | ۱۰ نوامبر ۱۹۳۸                      | ۲۷ مه ۱۹۵۰                          |                                     |                   | حزب جمهوری‌خواه خلق | نخستین نخست‌وزیر ترکیه                   |
| ۲     | ۱۹۴۶             | عصمت اینونو (۱۸۸۴–۱۹۷۳)       | ۱۰ نوامبر ۱۹۳۸                      | ۲۷ مه ۱۹۵۰                          |                                     |                   | حزب جمهوری‌خواه خلق | نخستین نخست‌وزیر ترکیه                   |
| ۲     | ۱۱ سال و ۱۹۸ روز | عصمت اینونو (۱۸۸۴–۱۹۷۳)       |                                     |                                     |                                     |                   | حزب جمهوری‌خواه خلق | نخستین نخست‌وزیر ترکیه                   |
| ۳     |                  | جلال بایار (۱۸۸۳–۱۹۸۶)        | ۲۷ مه ۱۹۵۰                          | ۲۷ مه ۱۹۶۰                          | ۱۹۵۰                                |                   | حزب دموکرات        | سومین نخست‌وزیر ترکیه                    |
| ۳     | ۱۹۵۴             | جلال بایار (۱۸۸۳–۱۹۸۶)        | ۲۷ مه ۱۹۵۰                          | ۲۷ مه ۱۹۶۰                          |                                     |                   | حزب دموکرات        | سومین نخست‌وزیر ترکیه                    |
| ۳     | ۱۹۵۷             | جلال بایار (۱۸۸۳–۱۹۸۶)        | ۲۷ مه ۱۹۵۰                          | ۲۷ مه ۱۹۶۰                          |                                     |                   | حزب دموکرات        | سومین نخست‌وزیر ترکیه                    |
| ۳     | ۱۰ سال و ۱ روز   | جلال بایار (۱۸۸۳–۱۹۸۶)        |                                     |                                     |                                     |                   | حزب دموکرات        | سومین نخست‌وزیر ترکیه                    |
| ۴     |                  | جمال گورسل (۱۸۹۵–۱۹۶۶)        | ۲۷ مه ۱۹۶۰                          | ۲۸ مارس ۱۹۶۶                        | —                                   |                   | مستقل              | رئیس کمیته وحدت ملی                     |
| ۴     | ۱۹۶۱             | جمال گورسل (۱۸۹۵–۱۹۶۶)        | ۲۷ مه ۱۹۶۰                          | ۲۸ مارس ۱۹۶۶                        |                                     |                   | مستقل              | رئیس کمیته وحدت ملی                     |
| ۴     | ۴ سال و ۱۷۰ روز  | جمال گورسل (۱۸۹۵–۱۹۶۶)        |                                     |                                     |                                     |                   | مستقل              | رئیس کمیته وحدت ملی                     |
| ۵     |                  | جودت سونای (۱۸۹۹–۱۹۸۲)        | ۲۸ مارس ۱۹۶۶                        | ۲۸ مارس ۱۹۷۳                        | ۱۹۶۶                                |                   | مستقل              | دوازدهمین رئیس ستاد کل ترکیه            |
| ۵     | ۷ سال و ۱ روز    | جودت سونای (۱۸۹۹–۱۹۸۲)        |                                     |                                     |                                     |                   | مستقل              | دوازدهمین رئیس ستاد کل ترکیه            |
| ۶     |                  | فخری کوروترک (۱۹۰۳–۱۹۸۷)      | ۲۸ مارس ۱۹۷۳                        | ۶ آوریل ۱۹۸۰                        | ۱۹۷۳                                |                   | مستقل              | سومین فرمانده نیروی دریایی ترکیه        |
| ۶     | ۷ سال و ۱ روز    | فخری کوروترک (۱۹۰۳–۱۹۸۷)      |                                     |                                     |                                     |                   | مستقل              | سومین فرمانده نیروی دریایی ترکیه        |
| ۷     |                  | کنان اورن (۱۹۱۷–۲۰۱۵)         | ۶ آوریل ۱۹۸۰                        | ۹ نوامبر ۱۹۸۹                       | —                                   |                   | مستقل              | رئیس شورای امنیت ملی                    |
| ۷     | ۱۹۸۲             | کنان اورن (۱۹۱۷–۲۰۱۵)         | ۶ آوریل ۱۹۸۰                        | ۹ نوامبر ۱۹۸۹                       |                                     |                   | مستقل              | رئیس شورای امنیت ملی                    |
| ۷     | ۷ سال و ۱ روز    | کنان اورن (۱۹۱۷–۲۰۱۵)         |                                     |                                     |                                     |                   | مستقل              | رئیس شورای امنیت ملی                    |
| ۸     |                  | تورگوت اوزال (۱۹۲۷–۱۹۹۳)      | ۹ نوامبر ۱۹۸۹                       | ۱۷ آوریل ۱۹۹۳                       | ۱۹۸۹                                |                   | مستقل              | نوزدهمین نخست‌وزیر ترکیه                 |
| ۸     | ۳ سال و ۱۶۰ روز  | تورگوت اوزال (۱۹۲۷–۱۹۹۳)      |                                     |                                     |                                     |                   | مستقل              | نوزدهمین نخست‌وزیر ترکیه                 |
| ۹     |                  | سلیمان دمیرل (۱۹۲۴–۲۰۱۵)      | ۱۷ آوریل ۱۹۹۳                       | ۱۶ مه ۲۰۰۰                          | ۱۹۹۳                                |                   | مستقل              | دوازدهمین نخست‌وزیر ترکیه                |
| ۹     | ۷ سال و ۱ روز    | سلیمان دمیرل (۱۹۲۴–۲۰۱۵)      |                                     |                                     |                                     |                   | مستقل              | دوازدهمین نخست‌وزیر ترکیه                |
| ۱۰    |                  | احمد نجدت سزر (متولد ۱۹۴۲)    | ۱۶ مه ۲۰۰۰                          | ۲۸ اوت ۲۰۰۷                         | ۲۰۰۰                                |                   | مستقل              | چهاردهمین رئیس دادگاه قانون اساسی ترکیه |
| ۱۰    | ۷ سال و ۱۰۵ روز  | احمد نجدت سزر (متولد ۱۹۴۲)    |                                     |                                     |                                     |                   | مستقل              | چهاردهمین رئیس دادگاه قانون اساسی ترکیه |
| ۱۱    |                  | عبدالله گل (متولد ۱۹۴۹)       | ۲۸ اوت ۲۰۰۷                         | ۲۸ اوت ۲۰۱۴                         | ۲۰۰۷                                |                   | مستقل              | چهلمین وزیر امور خارجه ترکیه            |
| ۱۱    | ۷ سال و ۱ روز    | عبدالله گل (متولد ۱۹۴۹)       |                                     |                                     |                                     |                   | مستقل              | چهلمین وزیر امور خارجه ترکیه            |
| ۱۲    |                  | رجب طیب اردوغان (متولد ۱۹۵۴)  | ۲۸ اوت ۲۰۱۴                         | متصدی                               | ۲۰۱۴                                |                   | مستقل              | بیست و پنجمین نخست‌وزیر ترکیه            |
| ۱۲    | ۲۰۱۸             | رجب طیب اردوغان (متولد ۱۹۵۴)  | ۲۸ اوت ۲۰۱۴                         | متصدی                               |                                     | حزب عدالت و توسعه |                    | بیست و پنجمین نخست‌وزیر ترکیه            |
| ۱۲    | ۲۰۲۳             | رجب طیب اردوغان (متولد ۱۹۵۴)  | ۲۸ اوت ۲۰۱۴                         | متصدی                               |                                     | حزب عدالت و توسعه |                    | بیست و پنجمین نخست‌وزیر ترکیه            |
| ۱۲    | ۱۰ سال و ۲۷۷ روز | رجب طیب اردوغان (متولد ۱۹۵۴)  |                                     |                                     |                                     | حزب عدالت و توسعه |                    | بیست و پنجمین نخست‌وزیر ترکیه            |